# Chimisay (Santa Cruz de Tenerife)
Chimisay es un barrio de la ciudad de Santa Cruz de Tenerife (Tenerife, Canarias, España), que se encuadra administrativamente dentro del distrito de Ofra-Costa Sur. A su vez se divide por la Avenida Príncipes de España en Chimisay Alto y Chimisay Bajo.
Limita al norte con el barrio de César Casariego, al sur con Camino del Hierro y Las Delicias, barrio con el que también limita al oeste, y al este con los barrios de Vistabella y Ballester.

## Demografía
| 2004 | 2005 | 2006 | 2007 | 2008 | 2009 | 2010 |
| ---- | ---- | ---- | ---- | ---- | ---- | ---- |
| 3467 | 3393 | 3677 | 3571 | 3521 | 3440 | 3383 |

## Transportes
| Línea | Origen         | Parada   | Destino  |
| ----- | -------------- | -------- | -------- |
|       | Intercambiador | Chimisay | Trinidad |